# Michael Foreman
Michael James Foreman (Columbus, 29 maart 1957) is een voormalig Amerikaans ruimtevaarder. Foreman zijn eerste ruimtevlucht was STS-123 met de spaceshuttle Endeavour en vond plaats op 11 maart 2008. Tijdens de missie werd het eerste deel van de Japanse Experimentmodule naar het Internationaal ruimtestation ISS gebracht.
Foreman maakte deel uit van NASA Astronautengroep 17. Deze groep van 32 ruimtevaarders begon hun training in 1998 en had als bijnaam The Penguins. 
In totaal heeft Foreman twee ruimtevluchten op zijn naam staan. Tijdens zijn missies maakte hij vijf ruimtewandelingen. In 2015 verliet hij NASA en ging hij als astronaut met pensioen. 